# Ricardo Castella Serrano
Ricardo Castella Serrano (Madrid, 1 de gener de 1974) és un humorista, actor, director i presentador espanyol.

## Biografia
Va començar a estudiar telecomunicacions a l'Escola Tècnica Superior d'Enginyers de Telecomunicació de Madrid però posteriorment va abandonar la carrera. Va començar la seva carrera com a humorista en diversos espais de Paramount Comedy, entre els quals va conduir el seu propi programa d'entrevistes, Nada que perder, i va ser coordinador de Nuevos cómicos, programa de la cadena que capta nous talents de l'humor arribant fins i tot a ser director de monòlegs de la Paramount Comedy.
Col·laborà en el programa de Cuatro Noche Hache, i va presentar El sacapuntas, d'Antena 3. La temporada 2008-2009 va realitzar una col·laboració al magazín Tal cual lo contamos a Antena 3.
A la fi de 2009 va estrenar el musical de petit format Cómico bueno cómico muerto,del qual és a més compositor de la música i coautor del guió al costat de Juan Diego Martín.
Entre l'11 de gener i el 15 de febrer de 2010, va conduir un programa esportiu al costat de Dani Mateo en la cadena de televisió La Sexta, anomenat Periodistas FC.
El 28 de juny de 2010 es va unir a l'equip de Sé lo que hicisteis..., coincidint amb els 800 programes d'aquest espai. L'1 d'octubre de 2010 va marxar del programa Sé lo que hicisteis.....
El juny de 2011 va estrenar en el teatre la comèdia musical Nunca es tarde, que coprotagonitza amb un altre excol·laborador de Sé lo que hicisteis..., Ángel Martín.
El 2015 interpreta Lolo Navarro a Algo que celebrar a Antena 3.
Des de setembre de 2016 és director de LocoMundo, programa dEl Terrat an #0 presentat pel còmic Quequé, (anteriorment per David Broncano) i representa el seu propi espectacle en teatres.
Des de febrer de 2018 fins a 2024 també director del programa La resistencia també a #0 presentat per David Broncano.
Des de setembre de 2024, director del programa La Revuelta (programa de televisió espanyol), a Radiotelevisió Espanyola

## Trajectòria en televisió
- 2005: Nada que perder a Paramount Comedy[17]
- 2005 - 2008: Noche Hache a Cuatro
- 2008: El sacapuntas a Antena 3
- 2008 - 2009: Tal cual lo contamos a Antena 3
- 2010: Periodistas FC a La Sexta
- 2010: Sé lo que hicisteis a La Sexta
- 2016 - 2017: LocoMundo a #0
- 2018 - 2024: La Resistencia a #0 (codirector i músic)
- 2024 - present: La Revuelta (codirector i músic)

### Sèries de televisió
| Any  | Sèrie                | Canal          | Personatge                 | Notes      |
| ---- | -------------------- | -------------- | -------------------------- | ---------- |
| 2008 | Muchachada Nui       | La 2           | Escudero                   | 1 episodi  |
| 2011 | Museo Coconut        | Neox           | Presentador de Mano blanda | 1 episodi  |
| 2015 | Algo que celebrar    | Antena 3       | Lolo Navarro               | 8 episodis |
| 2017 | El fin de la comedia | Comedy Central |                            | 1 episodi  |
| 2017 | Vergüenza            | #0             | Cuñat                      | 1 episodi  |
| 2018 | Cuerpo de élite      | Antena 3       | Dani Cabrera               | 1 episodi  |
| 2019 | Capítulo 0           | #0             | Doctor                     | 1 episodi  |
| 2020 | Amar es para siempre | Antena 3       | Venedor de xurros          | 2 episodis |

## Filmografia
| Any  | Pel·lícula                   | Paper              | Notes |
| ---- | ---------------------------- | ------------------ | ----- |
| 2018 | El mejor verano de mi vida   | Director de vendes |       |
| 2020 | Hasta que la boda nos separe | Ernesto            |       |
| 2021 | García y García              | Héctor             |       |